# Sternotomis variabilis
Sternotomis variabilis là một loài bọ cánh cứng trong họ Cerambycidae.